# New Bremen
New Bremen is een plaats (village) in de Amerikaanse staat Ohio, en valt bestuurlijk gezien onder Auglaize County.

## Demografie
Bij de volkstelling in 2000 werd het aantal inwoners vastgesteld op 2909.
In 2006 is het aantal inwoners door het United States Census Bureau geschat op 2991, een stijging van 82 (2,8%).

## Geografie
Volgens het United States Census Bureau beslaat de plaats een oppervlakte van
5,3 km², geheel bestaande uit land. New Bremen ligt op ongeveer 296 m boven zeeniveau.

## Plaatsen in de nabije omgeving
De onderstaande figuur toont nabijgelegen plaatsen in een straal van 12 km rond New Bremen.